# ボクの、おじさん
『ボクの、おじさん THE CROSSING』は、2000年に公開の日本映画。監督は東陽一、主演は筒井道隆と細山田隆人。

## 概要
14歳の少年の犯罪、親たちの離婚、都会と故郷、結婚しない女と男、父の不在、そしてバタフライナイフ……。2000年というミレニアムな時代のモチーフを縦横に展開しながら、通過儀礼なき今を生きる14歳の少年と、都会の生活に苛立つ29歳の叔父との交流を軸に、現代の孤独に迫る。

## キャスト
川口浩二
演 - 筒井道隆
川口拓也/少年時代の浩二
演 - 細山田隆人
牧原凛
演 - つみきみほ
矢部悦子
演 - 安部聡子                   　
都筑知子
演 - 中嶋朋子（特別出演）
伊沢部長
演 - 鈴木ヒロミツ
ホームレスの男/仮面の男
演 - 宇崎竜童
川口修一
演 - 青井洋一郎
川口照子
演 - 大森暁美

## スタッフ
原案：山上徹二郎
脚本・監督：東陽一
製作：山上徹二郎・庄幸司郎
撮影：蔦井孝洋
照明：武山弘道
録音：弦巻裕
美術：伊藤章雄
助監督：梅川俊明
製作担当：渡辺栄二
プロデューサー：林三津良
製作協力：衛星劇場
宣伝：トキヲ 

## 関連商品
DVD
シグロにて発売。
- 映画『ボクの、おじさん　THE CROSSING』、KKJS-90